# NGC 1001
NGC 1001 è una galassia a spirale situata nella costellazione di Perseo, a una distanza di circa 214 milioni di anni luce dalla nostra Via Lattea.

## Scoperta
La galassia è stata scoperta l'8 dicembre 1871 dall'astronomo francese Édouard Stephan.